# Eli Soares
Eli Soares dos Reis (Belo Horizonte, 9 de dezembro de 1991) é um cantor brasileiro de música evangélica.

## Carreira
Natural da cidade de Belo Horizonte, Eli Soares começou a carreira na música ainda pequeno. Criado em lar evangélico pelos pais, o cantor aprendeu a tocar bateria e violão e, ainda criança, tocava na igreja.
Em 2009, venceu o prêmio Festsêmani,da Igreja Batista Getsêmani e um concurso realizado pela Rede Super. Com isso, pôde gravar seu primeiro disco.
Em julho de 2013, o cantor lançou o segundo álbum, chamado Casa de Deus. Em novembro do mesmo ano, assinou com a gravadora Universal Music e relançou o disco em 2014, com novo projeto gráfico.
Em 2015, participou do primeiro álbum da banda Preto no Branco como participação e, em seguida, o grupo seguiu como um trio.
Em 2016, lançou seu primeiro CD e DVD ao vivo, Luz do Mundo. A obra foi produzida pelo cantor e gravada no Rio de Janeiro.
Em 2017, seu álbum Memórias foi indicado ao Grammy Latino de 2017 de Melhor Álbum de Música Cristã em Língua Portuguesa, ainda nesse mesmo ano, participou do projeto Loop Session Friends, junto com Mauro Henrique e Guilherme de Sá 
Em 2018, Eli lança um EP com o título Aonde Está Deus?. O trabalho foi a base de seu álbum de estúdio seguinte, o projeto 360 Graus. O álbum recebeu avaliações favoráveis da mídia especializada e chegou a ser indicado ao Grammy Latino. Apesar de não ter vencido, Eli Soares foi o produtor musical do álbum vencedor, o projeto Guarda Meu Coração, de Delino Marçal.
Em 2020, novamente foi indicado ao Grammy Latino com o álbum Memórias 2 na categoria "Melhor álbum em Língua Portuguesa" e pela terceira vez não venceu.
Pelo segundo ano seguido e pela quarta vez em sua carreira Eli Soares é indicado ao Grammy Latino em 2021, com o álbum 10 Anos. Novamente, o artista não venceu.
Em 2022, novamente o cantor foi indicado na mesma categoria descrita acima com o álbum Laboratório do Groove e finalmente venceu pela primeira vez.
Em 2023 pela sexta vez em sua carreira, o cantor foi novamente indicado ao Grammy Latino, desta vez com o álbum Nós.
Em 2024 pela sétima vez o artista é novamente indicado a mesma categoria e premiação descritas acima, dessa vez com o álbum Vida. No mesmo ano, foi indicado na categoria "Cover", no Troféu Rede Gospel. Esta foi a primeira vez que Eli fora indicado a uma premiação que não fosse o Grammy. 

## Discografia
Álbuns de estúdio
- 2010: Eli Soares
- 2013: Casa de Deus
- 2017: Memórias
- 2019: 360 Graus
- 2021: Laboratório do Groove

EPs
- 2018: Aonde Está Deus?

Álbuns ao vivo
- 2016: Luz do Mundo
- 2020: Memórias 2
- 2020: 10 Anos
- 2022: Memórias 3
- 2023: Nós
- 2024: Vida

## Prêmios e indicações

### Grammy Latino
| Melhor Álbum de Música Cristã em Língua Portuguesa |                       |          |
| 2017                                               | Memórias              | Indicado |
| 2019                                               | 360 Graus             | Indicado |
| 2020                                               | Memórias 2 (Ao Vivo)  | Indicado |
| 2021                                               | Eli Soares 10 Anos    | Indicado |
| 2022                                               | Laboratório do Groove | Venceu   |
| 2023                                               | Nós (Ao Vivo)         | Venceu   |
| 2024                                               | Vida (Ao vivo)        | Indicado |